# 圣梅达尔 (摩泽尔省)
圣梅达尔（法語：Saint-Médard，法語發音：[sɛ̃ medaʁ]）是法国摩泽尔省的一个市镇，属于萨尔堡-萨兰堡区。

## 地理
圣梅达尔（48°48'40"N, 6°38'5"E）面积9.89 平方千米，位于法国大東部大區摩泽尔省，该省份为法国东北部内陆省份，是洛林的一部分，西南接默尔特-摩泽尔省，东临下莱茵省，北与卢森堡和德国接壤。
与圣梅达尔接壤的市镇（或旧市镇、城区）包括：武埃堡、瓦勒德布里德、塞耶河畔阿罗库尔、马尔萨勒、米尔塞、维斯。

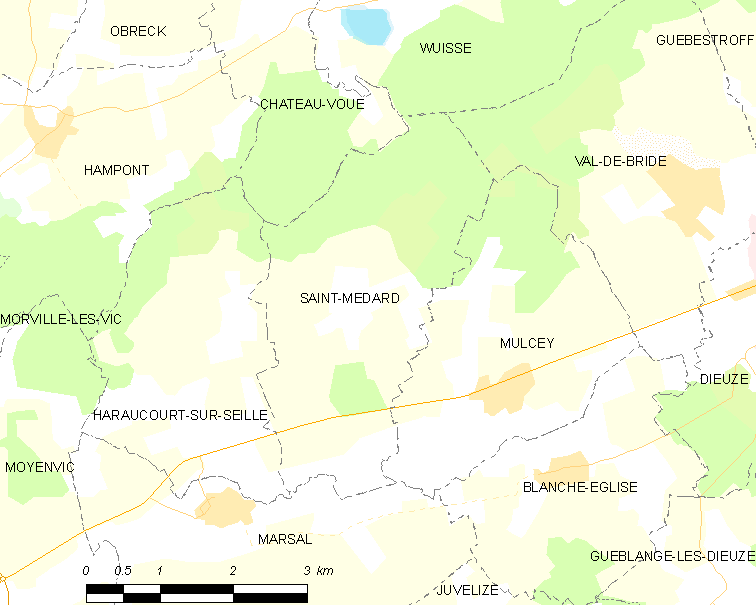
的OSM定位图

圣梅达尔的时区为UTC+01:00、UTC+02:00（夏令时）。

## 行政
圣梅达尔的邮政编码为57260，INSEE市镇编码为57621。

## 政治
圣梅达尔所属的省级选区为索努瓦县。

## 人口

1962-2008年间人口变化图示

圣梅达尔于2022年1月1日时的人口数量为106人。